# Episimus vermiculatus
Episimus vermiculatus is een vlinder uit de familie van de bladrollers (Tortricidae). De wetenschappelijke naam van de soort is voor het eerst gepubliceerd in 1912 door Edward Meyrick.
De soort komt voor in Colombia, Costa Rica en Venezuela tussen 500 en 1600 meter hoogte.